# Elàstic
Elàstic es el nombre del vigésimo primer álbum del saxofonista de jazz Perico Sambeat. Supone el estreno discográfico de un quinteto internacional liderado por Perico Sambeat y formado por el batería norteamericano Jeff Ballard, el pianista belga Eric Legnini, el guitarrista portugués André Fernandes y el contrabajista francés Thomas Bramerie. Fue lanzado al mercado en noviembre de 2012 por Produccions ContraBaix.
El disco está dedicado a la memoria del pianista portugués Bernardo Sassetti, fallecido accidentalmente en mayo de 2012, con quien Perico Sambeat había compartido una estrecha relación de colaboración y amistad a lo largo de los años.

## El "Proyecto Gaia" y el diseño gráfico de"Elàstic"
De acuerdo a las notas del disco, la música ha sido compuesta por Perico Sambeat como parte del "Proyecto Gaia" de la escultora Rhea Marmentini, un proyecto de recuperación paisajística que se podría inscribir dentro del movimiento artístico "land art" y de forma más precisa en el denominado arte ambiental. Se trata de una intervención escultórica en un paraje de la Sierra Calderona de Valencia, más concretamente en el entorno del monte de la Redona o Peña de Gilet. Para recuperar el entorno degradado de una cantera a los pies de la peña e integrar de nuevo en el paisaje las construcciones de hormigón y las formas de la roca horadada artificialmente se ha realizado una escultura monumental denominada "El Dragón de la Calderona". El proyecto es mucho más amplio que la propia intervención escultórica, ya que acoge también un parque escultórico denominado "Bestiario", obra también de Rhea Marmentini, y convierte el paraje en un "Centro de Investigación de Artes y Naturaleza" (C.I.A.N.) que alberga todo tipo de actividades didácticas y artísticas en torno a la sensibilización ecológica y el respeto a la biodiversidad. 
Dentro del "Proyecto Gaia", Perico Sambeat forma parte del "Colectivo Cromañón" junto a otros artistas plásticos, artesanos, pensadores y músicos.
Tanto la pintura que ilustra la portada del disco como el diseño gráfico del cuaderno interior han sido realizados por la artista Rhea Marmentini en referencia al "Proyecto Gaia". El título de la obra de portada es "Conato de mantener intacta y central una reserva incalculable de luz", nombre que utiliza Perico Sambeat para una de las composiciones del álbum.

## Lista de composiciones
1. "Nereida" - 8:34
2. "Elastic" - 8:29
3. "Ouija" - 8:33
4. "La 7ª esfera" - 7:07
5. "No te aguanto más" - 4:29
6. "Conato de mantener intacta y central una reserva incalculable de luz" - 2:35
7. "Android" - 7:24
8. "Dilema" - 5:54
9. "Bugalú" - 5:00

Todas las composiciones y arreglos de Perico Sambeat

## Intérpretes
- Perico Sambeat: saxofón alto y soprano, pandereta
- Eric Legnini: piano, piano Fender Rhodes
- André Fernandes: guitarra
- Thomas Bramerie: contrabajo
- Jeff Ballard: batería

## Créditos de producción
- Producción artística: Perico Sambeat
- Producción ejecutiva: Fernando Rosado y Ferran López
- Grabado en Millenia Estudios (Valencia, España) por Vicente Sabater el 14 de noviembre de 2011
- Mezclado y masterizado en Mb Estudios por Mario Barreiros
- Pintura de portada: "Conato de mantener intacta y central una reserva incalculable de luz", de Rhea Marmentini, 2012
- Diseño gráfico: Rhea Marmentini